# Siedlung Im Etzental
Die Siedlung Im Etzental ist eine Siedlung in Bad Godesberg, einem Stadtbezirk von Bonn, die 1950/51 und 1953 in drei Bauabschnitten für Mitarbeiter der britischen und französischen Hochkommission errichtet wurde. Sie liegt im Ortsteil Alt-Godesberg am Nordrand von Muffendorf. Die Siedlung besteht aus 20 Wohnhäusern und steht als Baudenkmal unter Denkmalschutz.

## Lage
Die Siedlung erstreckt sich entlang der namensgebenden Straße Im Etzental (Hausnummern 1–3, 13–21 und 12–24) sowie der von ihr abzweigenden Friedrich-Ebert-Straße (Hausnummern 63–67) am Osthang der sog. „Wacholderhöhe“. Der Name Etzental ist auf das nahegelegene Flurstück Metzental zurückzuführen.

## Geschichte
Nachdem Bonn 1949 Regierungssitz der Bundesrepublik Deutschland geworden war, nahmen die nationalen Dienststellen der Hohen Kommissare als Teil der neu gegründeten Alliierten Hohen Kommission (AHK) ihren Sitz im Raum Bonn. Die „Arbeitsgemeinschaft Besatzungsbauten Köln, Siegburg, Bad Godesberg“ errichtete für Angehörige der Hochkommission Wohnhäuser, überwiegend als Teil von Siedlungen. Für Mitarbeiter der britischen und französischen Hochkommission in leitender Funktion sollte eine kleinere Siedlung in Bad Godesberg entstehen. Die Wahl fiel auf ein acht Morgen umfassendes Grundstück, das als vormaliger Teil der Liegenschaft der unterhalb gelegenen Villa Schloss Rigal (spätere chinesische Botschaft) der Erbengemeinschaft von Rigal-Grunland gehörte. Gegen den ausdrücklichen Protest der Erben gegenüber dem Bundesfinanzministerium wurden die für den Bau der Siedlung – nach den Grundstückseigentümern zunächst „Siedlung Rigal“ genannt – erforderlichen Grundstücke beschlagnahmt.:99
Der erste Bauabschnitt entstand bereits 1950 im Auftrag des Wiederaufbauministeriums des Landes Nordrhein-Westfalen für die französische Hochkommission in Montagebauweise unter Bauträgerschaft der Montagebau GmbH in Sigmaringen. 1950/51 folgte der zweite für die britische Hochkommission – insbesondere britische Offiziere –, der von der Gemeinnützigen Aktiengesellschaft für Wohnungsbau Köln (GAG) als geschäftsführender Gesellschaft der Arbeitsgemeinschaft Besatzungsbauten errichtet wurde. Für diesen Teil der Siedlung war unter Leitung von Herbert Neubert ein Bebauungs- und Gesamtplan erarbeitet und für die einzelnen Häuser Typenskizzen von Hans J. Lohmeyer, Fritz Ruempler und Hans Schumacher angefertigt worden. 1953 kamen im dritten Bauabschnitt noch einmal zwei Häuser für die französische Hochkommission hinzu.
Die Siedlung war eines der kleinsten Wohnungsbauprojekte der AHK in Bad Godesberg. Sie nahm 212.000 D-Mark je Haus in Anspruch und übertraf den zur Bauzeit üblichen Standard hinsichtlich Ausstattung und Grundstücksfläche erheblich.:99 In einem der von der französischen Hochkommission beanspruchten Häuser (Friedrich-Ebert-Straße 63) wurde von 1955 bis 1957 eine mehrklassige französische Volksschule eingerichtet (heutige École de Gaulle-Adenauer).:102 Nach der mit dem Auslaufen des Besatzungsstatuts verbundenen Auflösung der Alliierten Hohen Kommission (1955) ging die Siedlung in den Besitz der Bundesrepublik Deutschland über. Das Haus Im Etzental 20 war zeitweise (Stand: 1992) Residenz des Botschafters von Uruguay. Gegen Ende des 20. Jahrhunderts erfolgten an einigen Häusern bauliche und farbliche Veränderungen, die ihren ursprünglichen Charakter und Denkmalwert beeinträchtigten. Die Eintragung der Siedlung in die Denkmalliste der Stadt Bonn erfolgte am 18. März 1999. Der Denkmalschutz umfasst auch die Grün- und Verkehrsflächen, während er bei manchen Häusern auf die Außenmauern beschränkt ist.

## Beschreibung
Die Siedlung umfasst 18 zweigeschossige Ein- und Mehrfamilienhäuser – davon sechs 1950 im ersten und zwölf 1950/51 im zweiten Bauabschnitt entstanden – und zwei im dritten Bauabschnitt errichtete dreigeschossige Mehrfamilienhäuser. Die Häuser sind entlang einer geschwungenen Straßen- und Wegeführung mit einer zueinander versetzten Bauweise angeordnet, die außer den großen Grundstücksflächen wesentlich zur Wohnqualität der Siedlung beitragen.
Erster Bauabschnitt
Die für Angehörige der französischen Hochkommission errichteten Ein- und Zweifamilienhäuser des ersten Bauabschnitts wurden in Montagebauweise ausgeführt. Bei den Häusern Im Etzental 1 und 3 handelt es sich um freistehende zweigeschossige Einfamilienhäuser, die Häuser Friedrich-Ebert-Straße 61 und 63 sind zweigeschossige Vierfamilienhäuser in Form von Zweispännern. Ein weiteres Gebäude des Bauabschnitts ist das spiegelgleiche Doppelhaus Friedrich-Ebert-Straße 65/67.
Zweiter Bauabschnitt
Die für britische Militärs errichteten Einfamilienhäuser des zweiten Bauabschnitts sind in drei Bautypen aufgeteilt. Auf den Bautyp I (Entwurf: Hans Schumacher) entfallen die – heute stark veränderten – Häuser Im Etzental 22/24, auf den Bautyp II die Häuser Im Etzental 13–21, 18 und 20 sowie auf den Bautyp III die Häuser Im Etzental 12, 14 und 16. Sie sind freistehend, besitzen eine Grundfläche von bis zu 220 m² und verfügen jeweils über Grundstücke von bis zu 3000 m². In der ursprünglichen Raumaufteilung nahm das Erdgeschoss Wohnzimmer, Herrenzimmer, Esszimmer und Küchentrakt auf, das Obergeschoss vier Schlafzimmer (davon eins mit Ankleidezimmer), zwei Mädchenzimmer, drei Bäder sowie drei zusätzliche Toiletten.
Dritter Bauabschnitt
Die beiden im dritten Bauabschnitt entstandenen Häuser Friedrich-Ebert-Straße 63a und 63b sind dreigeschossige, flachgedeckte Mehrfamilienhäuser und beide nur in hinsichtlich Putz und Fenstern umgebautem Zustand erhalten.

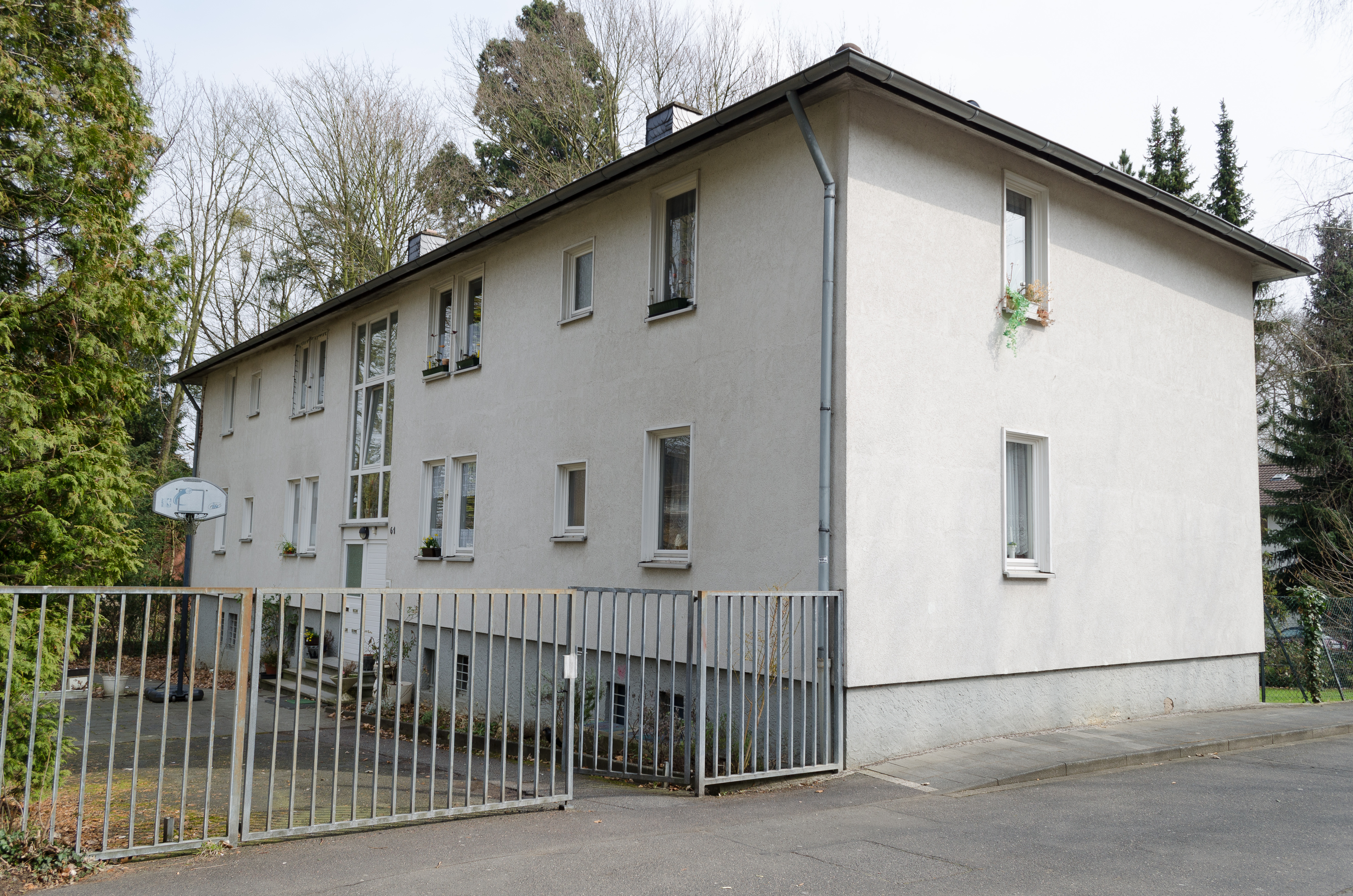
Erster Bauabschnitt, Vierfamilienhaus
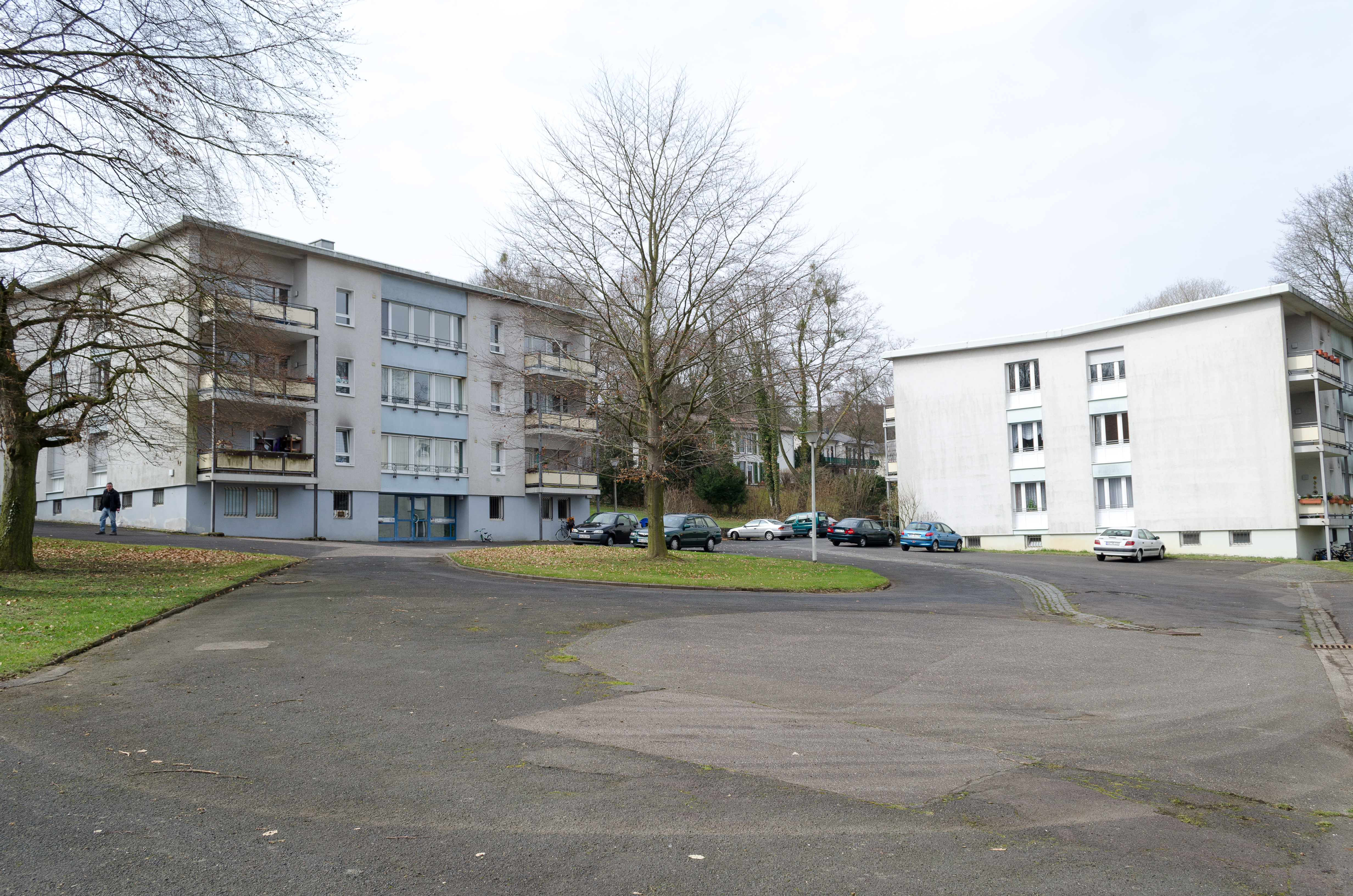
Dritter Bauabschnitt, Mehrfamilienhäuser